# Fonction hypergéométrique confluente

Fonction hypergéométrique confluente.

La fonction hypergéométrique confluente (ou fonction de Kummer) est :
{\displaystyle _{1}F_{1}(a;c;z)=\sum _{n=0}^{\infty }{\frac {(a)_{n}}{(c)_{n}}}{\frac {z^{n}}{n!}}}
où {\displaystyle (a)_{n}} désigne le symbole de Pochhammer.
Elle est solution de l'équation différentielle d'ordre deux, appelée équation de Kummer :
{\displaystyle z{\frac {\mathrm {d} ^{2}u(z)}{\mathrm {d} z^{2}}}+(c-z){\frac {\mathrm {d} u(z)}{\mathrm {d} z}}-au(z)=0}
Elle est aussi définie par :
{\displaystyle _{1}F_{1}(a;c;z)=M(a;c;z)=}
{\displaystyle {\frac {1}{\mathrm {B} (a,c-a)}}{\int _{0}^{1}u^{a-1}(1-u)^{c-a-1}\mathrm {e} ^{zu}\,du}}

Les fonctions de Bessel, la fonction gamma incomplète, les fonctions génératrices des moments des distributions bêta et bêta prime, les fonctions cylindre parabolique ou encore les polynômes d'Hermite et les polynômes de Laguerre peuvent être représentés à l'aide de fonctions hypergéométriques confluentes (cf. Slater). Whittaker a introduit des fonctions {\displaystyle M_{\mu ,\nu }(z)} et {\displaystyle W_{\mu ,\nu }(z)} qui sont également liées aux fonctions hypergéométriques confluentes.

## Résolution de l'équation différentielle
L'équation {\displaystyle z{\frac {\mathrm {d} ^{2}u(z)}{\mathrm {d} z^{2}}}+(c-z){\frac {\mathrm {d} u(z)}{\mathrm {d} z}}-au(z)=0} peut être résolue à l'aide de la méthode de Frobenius, on choisit l'ansatz :
{\displaystyle u(z)=\sum _{n=0}^{+\infty }{a_{n}z^{n+r}},\qquad (a_{0}\neq 0),r\in \mathbb {R} .}
Il vient l’équation :
{\displaystyle z^{r}\sum _{n=0}^{+\infty }a_{n}[\left((n+r)(n+r-1)+c(n+r)\right)z^{n-1}-\left((n+r)+a\right)z^{n}]=0}
qui devient
{\displaystyle z^{r-1}a_{0}rc+z^{r}\sum _{n=0}^{+\infty }a_{n+1}[\left((n+r+1)(n+r)+c(n+r+1)\right)z^{n}]-a_{n}\left((n+r)+a\right)z^{n}=0}.
Comme le coefficient devant {\displaystyle z^{r-1}} ne peut pas être annulé par un membre de la somme, il doit être nul, ainsi on trouve que {\displaystyle r=0}. On peut donc trouver une relation de récurrence entre les coefficients :
{\displaystyle a_{n+1}={\frac {a_{n}(n+a)}{(n+1)(n+c)}}}.
On choisit {\displaystyle a_{0}=1} et on trouve par exemple,:
{\displaystyle a_{1}={\frac {a}{c}}\quad a_{2}={\frac {a(a+1)}{2c(c+1)}}\quad a_{3}={\frac {a(a+1)(a+2)}{6c(c+1)(c+2)}}\quad ...\quad a_{n}={\frac {(a)_{n}}{(c)_{n}n!}}},
et finalement {\displaystyle u(x)=\sum _{n=0}^{\infty }{\frac {(a)_{n}}{(c)_{n}}}{\frac {z^{n}}{n!}}} qui est bien la fonction hypergéométrique.

### Deuxième solution
L'équation différentielle de Kummer étant du second degré, elle admet deux solutions (et toutes leurs combinaisons linéaires).
La deuxième solution est
{\displaystyle {z^{1-c}}{_{1}F_{1}(a+1-c;2-c;z)}}
Tricomi a calculé une combinaison linéaire indépendante de {\displaystyle M(a;c;z)} qu'il a notée
{\displaystyle U(a;c;z)={\Gamma (a)}{_{1}F_{1}(a;c;z)}+{z^{1-c}\Gamma (1/c)}{_{1}F_{1}(a+1-c;2-c;z)}=z^{-a}{_{2}F_{0}\left(a;a-c+1;{\frac {1}{z}}\right)}}.
On désigne alors M comme la fonction hypergéométrique confluente de première espèce et U comme la fonction hypergéométrique confluente de seconde espèce.

## Liens avec d'autres fonctions
Les polynômes de Laguerre généralisés peuvent s'exprimer à partir de la fonction hypergéométrique confluente :
{\displaystyle \forall n\in \mathbb {N} ,\forall \alpha >-1,\ L_{n}^{(\alpha )}(x)={\frac {\Gamma (\alpha +n+1)}{n!\Gamma (\alpha +1)}}{_{1}F_{1}(-n;\alpha +1;x)}}
On peut retrouver des fonctions usuelles comme cas particuliers des fonctions hypergéométriques confluentes :
{\displaystyle M(a,a,z)=\mathrm {e} ^{z}}
{\displaystyle M(1,1,2z)={\frac {\mathrm {e} ^{z}}{z}}\sinh(z)}
{\displaystyle M(a,a,z)=\mathrm {e} ^{z}}
{\displaystyle M(0,c,z)=U(0,c,z)=1}
{\displaystyle U(a,a+1,z)={\frac {1}{z^{a}}}}
{\displaystyle M(a,a+1,-z)={\frac {a}{z^{a}}}\gamma (a,z),\ U(a,a,z)=\mathrm {e} ^{z}\Gamma (1-a,z)} où γ et Γ désignent les fonctions gamma incomplètes